# Ulva lactuca
Ulva lactuca, conocida comúnmente como lechuga de mar, lamilla, alga sensitiva o luche verde, es un alga verde incluidas entre las lechugas de mar, que crece en la zona intermareal de la mayoría de los océanos del mundo. Sus largas hojas le dan un aspecto similar al de la lechuga.
Es un alga comestible, que contiene vitamina C y vitamina A. En cosmética se utiliza en la elaboración de productos por sus propiedades hidratantes y diversas poblaciones costeras le dan uso agrícola como fertilizante.

## Descripción
De talo verde laminar, foliáceo, lobulado, formado por 2 capas de células, fijado al sustrato por rizoides que crecen como expansiones de las células basales del talo. Puede llegar a medir 18 cm o más de longitud, y más de 30 cm de amplitud. Especie dioica cuyos talos productores de gametos masculinos (gametófitos masculinos) se distinguen de los productores de gametos femeninos (gametófitos femeninos) por la tonalidad de los márgenes de la lámina: verde amarillento en los primeros y verde oscuro en los segundos. En la zona basal puede presentar unas costillas más oscuras debido al agrupamiento de rizoides. Color verde claro u oscuro. Para una correcta determinación es necesario su observación al microscopio; en este se puede observar como sus células se disponen en líneas ligeramente curvas, todas con un pirenoide generalmente, y que las células más superiores que emiten rizoides son del mismo tamaño que las que no los emiten.
- células flageladas (isocontas);
- cloroplastos con almidón, tilacoides anastomosados;
- pigmentos clorofila a y b.

## Hábitat
En zona intermareal, en charcas, rocas o sublitoral hasta 20 m. Al tolerar salinidades bajas puede encontrarse en estuarios, y también frecuentemente en zonas donde existen aportes nitrogenados.

## Distribución
Presente en casi todos los mares.
Especies similares: Umbraulva olivascens, Ulva rigida.

## Reproducción
Se puede multiplicar vegetativamente por fragmentación y sexualmente mediante planogamia. La planogamia consiste en la reproducción mediante gametos móviles, tanto los masculinos como los femeninos, ya que ambos poseen flagelos que les dan esa movilidad en función de la movilidad de los gametos se habla de Planogamia, y los gametos pueden ser iguales (isogamia) o de distinto tamaño (anisogamia).
Anisogamia (heterogamia), gametos diferentes en tamaño o en morfología interna (anisogamia morfológica), va acompañada, generalmente, por una reducción del gameto masculino, móvil y con poca materia de reserva, la ulva lactuca presenta unas anisogamia poco pronunciada.